# 인류학자 목록
다음은 인류학자 목록이다.

## ㄱ
- 게일 루빈
- 그레고리 베이트슨

## ㄷ
- 다이앤 포시
- 데이비드 그레이버
- 데즈먼드 모리스

## ㄹ
- 레이먼드 다트
- 루스 베니딕트
- 루이스 헨리 모건
- 리처드 리키

## ㅁ
- 마거릿 미드
- 마르셀 모스
- 마빈 해리스
- 메리 리키
- 미하일 게라시모프

## ㅂ
- 바실리 바르톨트
- 벤자민 리 워프
- 브로니스와프 말리노프스키
- 빅터 터너
- 빌헬름 그림
- 빔라오 람지 암베드카르

## ㅇ
- 앤 더넘
- 앨프리드 래드클리프브라운
- 앨프리드 크로버
- 야코프 그림
- 어네스트 겔너
- 에드워드 버넷 타일러
- 에드워드 사피어
- 에릭 울프
- 에밀 뒤르켐
- 외젠 뒤부아
- 윌리엄 라보프
- 윌리엄 존스 (문헌학자)
- 이안 호더

## ㅈ
- 제인 구달
- 제임스 C. 스콧
- 제임스 조지 프레이저
- 조모 케냐타
- 조지 레이코프
- 조지 머독

## ㅋ
- 카를 마르크스
- 캐서린 던햄
- 캐시 라이크스
- 클라크 위슬러
- 클로드 레비스트로스
- 클리퍼드 기어츠

## ㅌ
- 토르 헤위에르달

## ㅍ
- 폴 브로카
- 프란츠 보아스
- 프리드리히 엥겔스
- 피에르 부르디외
- 필리프 데스콜라

## ㅎ
- 허버트 스펜서